# ヴェダト・ムリキ
ヴェダト・ムリキ（アルバニア語: Vedat Muriqi、1994年4月24日 - ）は、コソボとアルバニアとトルコのサッカー選手。コソボ代表。RCDマジョルカ所属。ポジションはFW。同代表最多得点記録保持者。

## クラブ歴
プリズレンでアルバニア人の両親の下に生まれ、FKリリアで選手となった。
親善試合で良いパフォーマンスを見せた事から、2013年1月14日にKSテウタ・ドゥラスに1年半契約で加入。23日に移籍後初出場。2014年1月4日にKSベサ・カヴァヤに5ヶ月の期限付き移籍。2月1日の試合で46分にシャキル・スタファに代わって出場し移籍後初出場
。
2014年8月18日にTFF1.リグのギレスンスポルに移籍。9月14日の試合で78分にデーヴィッド・ソロモン・アブウォに代わって投入されトルコデビュー。
2016年5月31日にスュペル・リグのゲンチレルビルリイSKに移籍。8月21日の試合で64分にコスミン・マテイに代わって出場しスュペル・リグ初出場。
2018年1月11日にTFF1.リグのチャイクル・リゼスポルに移籍。21日の試合でスターティングイレブンに名を連ねて移籍後初出場。
2019年7月15日にスュペル・リグのフェネルバフチェSKに移籍。
2020年9月15日にセリエAのSSラツィオに移籍。
2022年1月31日にラ・リーガのRCDマジョルカにシーズン終了までの期限付き移籍。

## 代表歴
2013年6月12日にコソボU-21代表で代表初出場。ガーナU-20代表から代表初得点もこの試合で奪った。
同年10月15日にアルバニアU-21代表としてUEFA U-21欧州選手権2015予選のボスニア・ヘルツェゴビナU-21代表戦に出場、46分にヘロリンド・シャラとの交代で投入された。
2016年8月30日にコソボ代表から2018 FIFAワールドカップ・ヨーロッパ予選グループIのフィンランド代表戦のメンバーに招集された。2017年6月11日に同予選のウクライナ代表戦でスターティングメンバーとなり代表初出場。11月13日に行われたラトビア代表との親善試合で代表初得点。

### 代表戦での得点
| #  | 開催日         | 会場                                       | 対戦国         | 得点 | 結果 | 大会                          |
| -- | -------------- | ------------------------------------------ | -------------- | ---- | ---- | ----------------------------- |
| 1  | 2017年11月13日 | スタディウミ・オリンピク・アデム・ヤシャリ | ラトビア       | 2–2  | 4–3  | 親善試合                      |
| 2  | 2018年3月27日  | スタッド・ムニシパル・ジャン・ローラン     | ブルキナファソ | 1–0  | 2–0  | 親善試合                      |
| 3  | 2018年10月11日 | スタディウミ・ファディル・ボクリ           | マルタ         | 2–1  | 3–1  | UEFAネーションズリーグ2018-19 |
| 4  | 2018年11月17日 | ナショナル・スタジアム                     | マルタ         | 1–0  | 5–0  | UEFAネーションズリーグ2018-19 |
| 5  | 2019年6月10日  | ヴァシル・レフスキ国立競技場               | ブルガリア     | 2–2  | 3–2  | UEFA EURO 2020予選            |
| 6  | 2019年9月7日   | スタディウミ・ファディル・ボクリ           | チェコ         | 1–1  | 2–1  | UEFA EURO 2020予選            |
| 7  | 2019年9月10日  | セント・メリーズ・スタジアム               | イングランド   | 3–5  | 3–5  | UEFA EURO 2020予選            |
| 8  | 2019年10月14日 | スタディウミ・ファディル・ボクリ           | モンテネグロ   | 2–0  | 2–0  | UEFA EURO 2020予選            |
| 9  | 2020年11月11日 | エルバサン・アレナ                         | アルバニア     | 1–2  | 1–2  | 親善試合                      |
| 10 | 2020年11月15日 | スタディオン・ストジツェ                   | スロベニア     | 1–0  | 1–2  | UEFAネーションズリーグ2020-21 |
| 11 | 2021年3月24日  | スタディウミ・ファディル・ボクリ           | リトアニア     | 2–0  | 4–0  | 親善試合                      |
| 12 | 2021年6月1日   | スタディウミ・ファディル・ボクリ           | サンマリノ     | 1–0  | 4–1  | 親善試合                      |
| 13 | 2021年6月1日   | スタディウミ・ファディル・ボクリ           | サンマリノ     | 2–0  | 4–1  | 親善試合                      |
| 14 | 2021年6月1日   | スタディウミ・ファディル・ボクリ           | サンマリノ     | 3–0  | 4–1  | 親善試合                      |
| 15 | 2021年6月1日   | スタディウミ・ファディル・ボクリ           | サンマリノ     | 4–0  | 4–1  | 親善試合                      |